# 保加利亞王國
保加利亞沙皇國（羅馬化：Tsarstvo Bulgaria），又称保加利亚第三帝国，是1908年10月5日－1946年9月15日存在於巴尔干半岛上的一个君主制國家。

## 历史
1878年的柏林條約使保加利亞得以從奥斯曼帝国中獨立，並隨後建立了保加利亚大公国，但领土范围只有现保加利亚的一部分，且奥斯曼帝国有时会干涉保加利亚王国的自治权。1908年奥斯曼帝国内忧外患，保加利亚在列强的帮助下获得完全独立，建立保加利亚王国，斐迪南一世恢复沙皇称谓。
1878年在俄国支持下，泛斯拉夫主義成为巴尔干半岛主流思想，巴尔干半岛诸国也积极扩军及进行外交工作，谋求得到欧洲列强的支持，希望夺取奥斯曼帝国在巴尔干半岛的领土。1912年3月塞尔维亚王国和保加利亚结盟；同年5月蒙特內哥羅王國和希臘王國加入；组成巴尔干同盟。1912年10月8日黑山向奥斯曼帝国宣战，10月14日塞尔维亚、保加利亚、希腊联合向奥斯曼帝国发出最后通牒，10月17日奥斯曼帝国向保加利亚和塞尔维亚宣战，18日希腊向奥斯曼帝国宣战。最终，奥斯曼帝国战败，保加利亚割得奥斯曼帝国在欧洲大陆的部分领土。此为第一次巴尔干战争。
但是塞尔维亚和保加利亚就馬其頓的统治权产生分歧。保加利亚认为与奥斯曼帝国作战中他们出力最多，所以希望能多分土地，保加利亚国内倾向占领整个马其顿，因此无法和塞尔维亚谈拢。在奥匈帝国的支持下，保加利亚于1913年6月29日向塞国及希腊宣战，是為第二次巴尔干战争。保加利亚不久就陷入困境，因为蒙特內哥羅王國、罗马尼亚王国也宣布参战，并加入塞尔维亚一方。奥斯曼帝国为了收复亚德里亚堡，也从东进攻。在四面受敌的困境下，保加利亚沙皇斐迪南一世宣布投降。
1913年8月保加利亚和战胜国签订《布加勒斯特条约》，多布罗加北部划给罗马尼亚；马其顿则被分成三部分，其中瓦尔达尔马其顿（其边界与今北马其顿相若）划归塞尔维亚，皮林马其顿划归保加利亚，爱琴马其顿划归希腊。亚德里亚堡在稍后由保加利亚单独和土耳其签订的《君士坦丁堡條約》中，交还奥斯曼帝国。

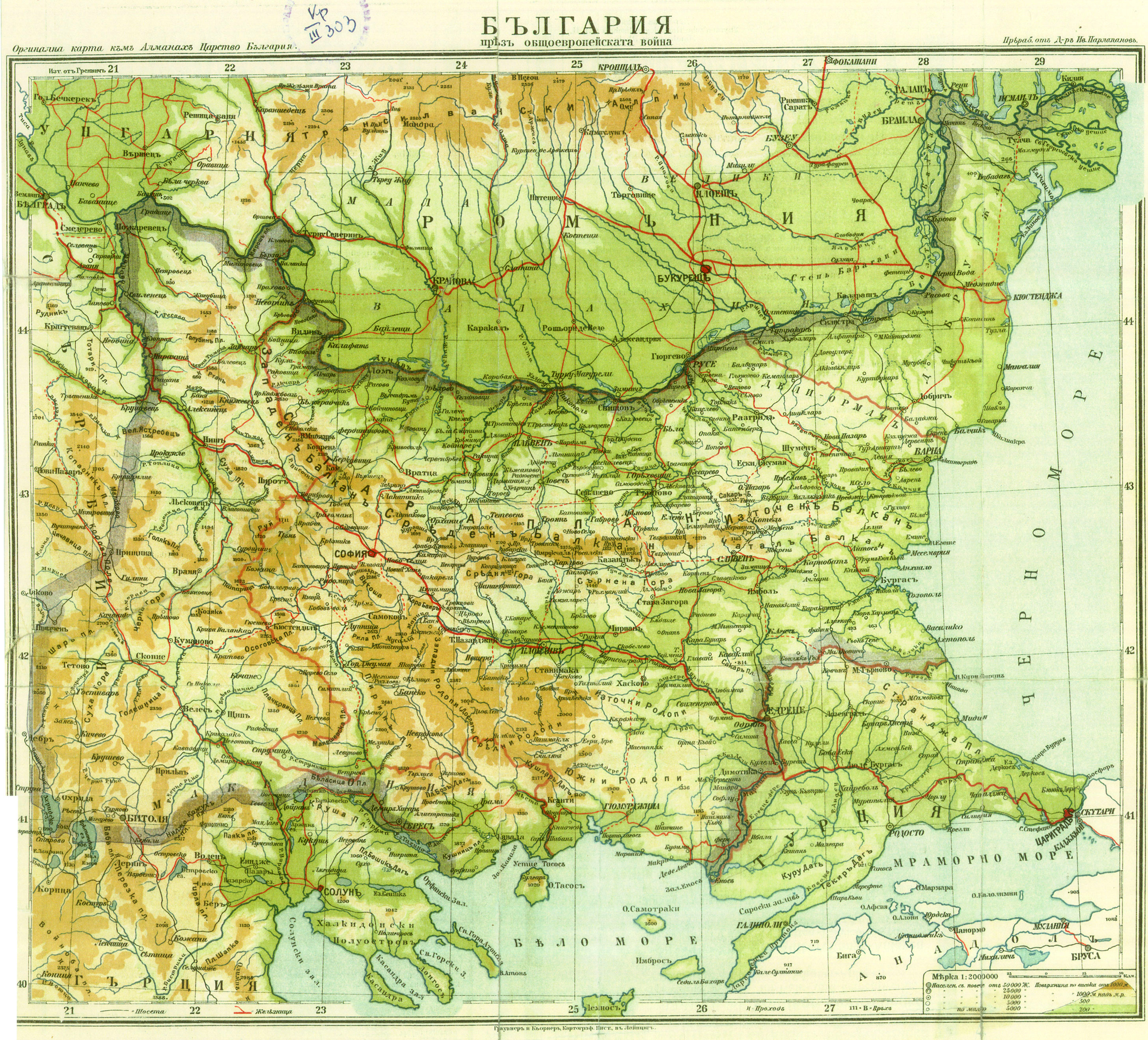
1917年的保加利亞王國

1914年7月第一次世界大战爆发。1915年9月保加利亚加入同盟国，并出兵300,000，配合德奥联军攻击塞尔维亚，结果同盟国很快便占领塞尔维亚全境，塞尔维亚政府及军队被逼撤退至希腊的科孚岛。羅馬尼亞戰役中保加利亞佔領了整個多布羅加。后保加利亚占领瓦尔达尔馬其頓，但因持续作战，致使经济崩溃，国内各民族发生起义，结果无力再战，向協約國求和。保加利亚签署《纳伊条约》，失去爱琴海出海口，并须赔款4亿4,500万美元。
1935年沙皇鮑里斯三世建立了君主專制，鮑里斯有權掌控一切政治、司法程序。

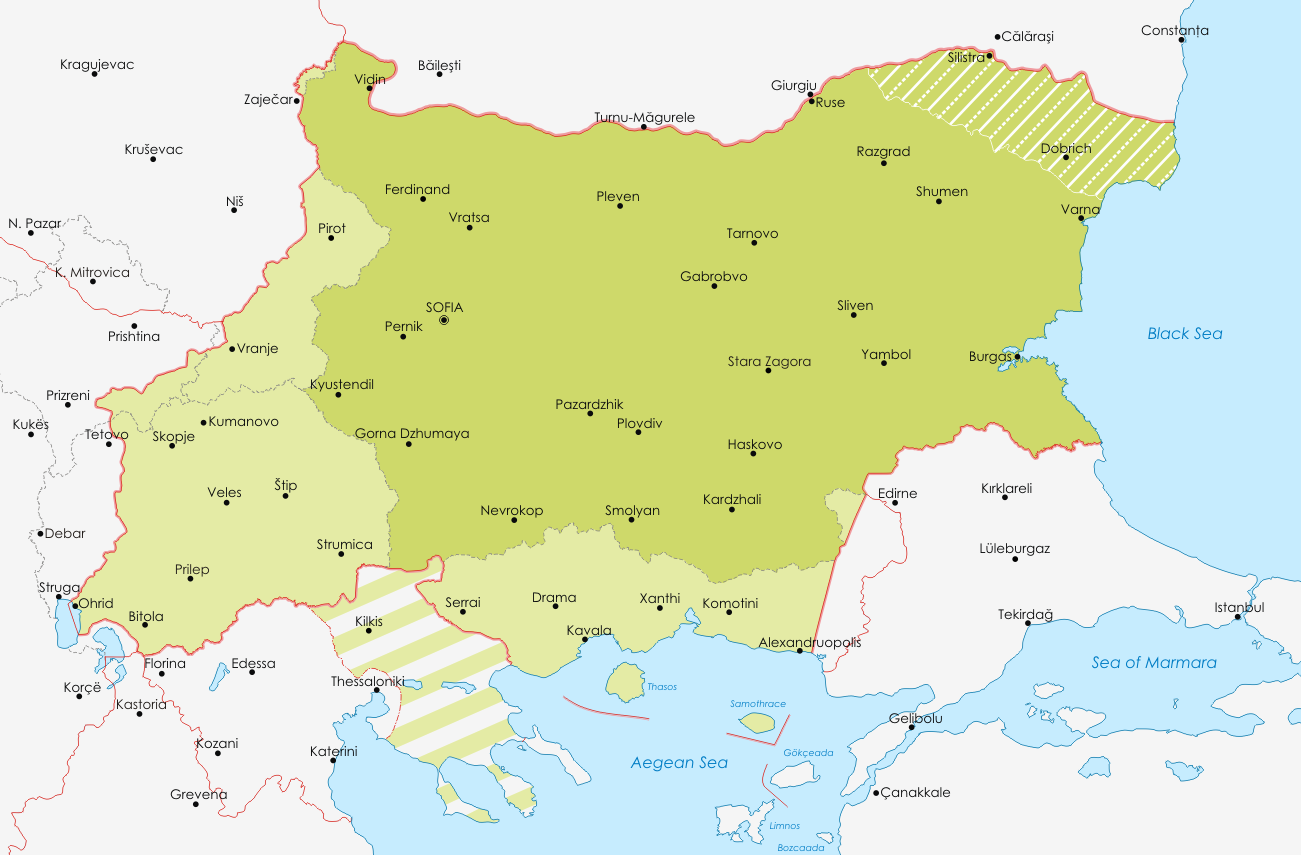
1942年的保加利亞王國

1941年二战期间，保加利亚加入轴心国。後意希战争意大利攻希臘失利，这促使納粹德國决定要幫其盟友和对巴尔干地区进行干预，保軍跟著德意匈三國联軍入侵南斯拉夫，4月德意佔領希臘，在這兩場戰役後，保加利亞被授予了西色雷斯及部份的瓦爾達爾馬其頓，在5月底德意部队攻占希腊克里特岛后，成功迫使同盟国军队于此处撤退，同年12月7日日本偷襲珍珠港5日后，保加利亞对美國宣戰。1943年鮑里斯三世逝世，其子西美昂二世即位。1944年苏联佔領了同為保加利亞同盟羅馬尼亞时，联系保加利亚共产党，策划并发动了政变，推翻了保加利亞王室，攝政王基里尔王子被槍決。使得保加利亚王國向盟軍及蘇聯投降並退出軸心國，1946年在蘇聯的扶持下，保加利亞人民共和國成立，君主制被廢除，年僅8歲的西美昂二世被迫流亡海外；保加利亞王國宣告滅亡。

### 引用
1. ↑  .   [2013-11-24]. （原始内容存档于2009-03-09）.